# Fideliini
Fideliini (лат.) — триба пчёл из подсемейства мегахилиды. Насчитывает около 15 видов. Встречается на территории Африки и в Чили. Покрыты многочисленными волосками, чёрноокрашенные, кроме жёлтого наличника и кончика брюшка у некоторых видов. Задние ноги самок несут длинные волоски для сбора пыльцы.

## Систематика
Известно 3 рода и несколько подродов (Fideliana, Parafidelia). Вместе с трибой Pararhophitini (Pararhophites, 3 вида) образует подсемейство Fideliinae
- Fidelia Friese, 1899 — Африка (12 видов)
  - Fidelia borearipa Whitehead & Eardley, 2003
  - Fidelia braunsiana Friese, 1905
  - Fidelia fasciata Whitehead & Eardley, 2003
  - Fidelia friesei  (Brauns, 1926)
  - Fidelia hessei Whitehead & Eardley, 2003
  - Fidelia kobrowi  Brauns, 1905
  - Fidelia pallidula  (Cockerell, 1935)
  - Fidelia paradoxa Friese, 1899
  - Fidelia ulrikei Warncke, 1980
  - Fidelia villosa Brauns, 1902
- Fideliopsis[2]
  - Fideliopsis major (Friese, 1911) (=Fidelia (Parafidelia) major)
  - Fideliopsis ornata (Cockerell, 1932) (=Fidelia (Parafidelia) ornata)
- Neofidelia Moure & Michener, 1955 — Чили (2 вида)
  - Neofidelia longirostris Rozen, 1970
  - Neofidelia profuga Moure & Michener, 1955